# Digimon Adventure 02
Digimon Adventure 02 (デジモンアドベンチャー 02 Dejimon Adobenchā Zero Tsū?)

(Digimon 02 en España e Hispanoamérica)

es una serie de anime producida por Toei Animation. Es la segunda serie de la franquicia Digimon.
Es la continuación de Digimon Adventure y su historia transcurre tres años después. Como el antiguo grupo de niños elegidos tienen nuevas responsabilidades, ya que son adolescentes, un nuevo grupo es escogido, al cual se unen dos de los miembros originales, Takeru Takaishi y Hikari Yagami. La temporada sucesora es Digimon Tamers.

## Argumento

### Saga de El Emperador de los Digimon
(Episodios 1 - 21)
Tres años después de derrotar a Apocalymon, los niños elegidos continúan con su vida en el mundo real. Cada uno ha tomado un camino diferente; Tai sigue jugando al fútbol aunque ya asiste a la secundaria como otros de sus compañeros; Sora ha cambiado el fútbol por el tenis; Matt toca en una banda llamada Teenage Wolves; Izzy sigue con su idea de investigar todo lo que pueda del Digimundo al igual que Joe, el cual sigue estudiando y teniendo cientos de exámenes; Mimi se ha mudado a EE. UU.; y T.K. y Kari se unen al resto de nuevos niños elegidos. La historia de Digimon Adventure 02 empieza cuando un nuevo villano, Ken Ichijoji (El Emperador de los Digimon) intenta dominar el Digimundo, usando los aros malignos, las espirales malignas y las agujas de control para controlar a los Digimon y evitar que estos digievolucionen. Como el antiguo grupo de niños elegidos no podía retornar al Digimundo, aparece un nuevo grupo de niños elegidos, Davis Motomiya (nuevo líder del grupo), Yolei Inoue y Cody Hida. Ellos poseen una versión mejorada de los Digivice, el D-3, y los Digieggs (Digihuevos), cada uno de los cuales representa un emblema de los antiguos niños elegidos. Una vez integrados T.K y Kari, la misión de los niños elegidos es detener al emperador, mientras liberan a los Digimons que han sido dominados por este.

### Saga de Yukio Oikawa
(Episodios 22-50)
Desde este momento, los chicos deberán hacer frente a un nuevo par de enemigos, Arukenimon y Mummymon, quienes usan el cabello desintegrador de Arukenimon, para transformar las agujas de control en digimon, para que ataquen a los niños elegidos. Ken Ichijoji se une a ellos como sexto miembro del grupo, y una nueva digievolución, la DNA, se hace posible, al fusionarse los digimons de los niños elegidos. Tras diferentes experimentos, Arukenimon consigue crear un digimon de nivel mega mediante cien agujas y cien cabellos. Este digimon resultará ser BlackWarGreymon, quien descubre que él es diferente a los demás digimons creados con agujas de control, ya que puede sentir y pensar, y recorre el mundo digital en busca de una respuesta satisfactoria para saber el porqué de su existencia. Finalmente, se encontra con Agumon, cuando están a punto de estrecharse la mano para sellar una posible amistad, BlackWarGreymon siente un intenso dolor, y se dirige hacia los puntos sagrados, puntos del mundo digimon en los que se encuentran las rocas sagradas que protegen el digimundo, para destruirlas. Al ir destruyendo las rocas, la distorsión del Digimundo va aumentando, haciendo que aparezcan digimons en distintos puntos de Japón, y obligando a los niños elegidos a devolverlos a su propio mundo. Finalmente, al ser destruidas todas las rocas sagradas, Arukenimon y Mummymon consiguen abrir todas las puertas digitales que conectan la Tierra con el digimundo. Los niños elegidos comienzan así un recorrido por todo el planeta para devolver a todos los digimons a su mundo, y son ayudados por los diferentes niños elegidos de cada país. Para poder viajar con rapidez, monta en Imperialdramon, la ultradigievolución de Paildramon (el resultado de la fusión de ExVeemon y Stingmon, los digimons de Davis y Ken respectivamente). Esta ultradigievolución ha sido posible gracias al poder de Azulongmon, una de las cuatro bestias sagradas o dioses que gobiernan el digimundo, quien le entrega una esfera de poder a Gennai, que viaja a la Tierra para entregársela a los niños. Al final, los chicos, se darán cuenta que el autor intelectual de todos los hechos anteriores, incluida la transformación de Ken en El Emperador de los Digimon, es un misterioso humano llamado Yukio Oikawa, un hombre atormentado que de niño sufrió el rechazo de los demás y encontró en Hiroki Hida, el padre de Cody, a su único amigo de verdad. Juntos descubrirán la existencia del mundo digital, y deciden que algún día viajarán juntos allí, pero Hiroki, que es policía, muere en acto de servicio, y Oikawa, cegado por la desesperación de ver sus sueños rotos, maldice a Hiroki y le reprocha el haber muerto. Esto sucede justo después de ver a los primeros niños elegidos regresar al mundo digital tras derrotar a Myotismon. Desde es momento el espíritu de Myotismon posee a Oikawa, con la promesa de llevarle al mundo digimon. Myotismon pretende implantar a varios niños la semilla de la oscuridad, una de las cuales fue implantada a Ken, lo que explica su comportamiento inicial. Los niños elegidos persiguen a Oikawa, junto con Arukenimon y Mummymon, que resultan ser creaciones suyas, que ha secuestrado a unos niños para implantarles las semillas de la oscuridad. Al final, consigue su objetivo, no sin antes verse acorralado por el temible Demon, un poderoso demonio digimon proveniente del mundo de la oscuridad que busca las semillas para sus propios objetivos. Los niños elegidos consiguen devolver a Demon al mundo de la oscuridad. Pero las semillas acaban creciendo en los niños secuestrados, Oikawa que pretende viajar con ellos al digimundo por una puerta abierta desde su computadora. Pero no contaba con que BlackWarGreymon daría su vida y su energía para sellar esa puerta, convencido de que ese era su propósito en la vida. Al intentar entrar al mundo digimon, Oikawa, Arukenimon, Mummymon, los niños secuestrados y los niños elegidos acaban por error en un extraño mundo que tiene la capacidad de hacer realidad todos los deseos. Allí, tras absorber el poder de las flores oscuras que han crecido dentro de los niños, aparece MaloMyotismon, la última digievolución de Myotismon. Este digimon resulta ser el más poderoso que han visto hasta ahora, y acaba fácilmente con Arukenimon y Mummymon. Los niños elegidos, paralizados por el terror, son incapaces de reaccionar; únicamente Davis, que posee el digiegg del valor, heredado de Tai, es capaz de atacar junto con ExVeemon a su enemigo. MaloMyotismon introduce una ilusión en las mentes de los niños elegidos, ilusiones en las que cada uno de ellos ve su mayor sueño cumplido. Davis quien no ha caído en la ilusión, consigue devolver a sus compañeros a la realidad, y descubren que sus deseos pueden materializarse en ese mundo en el que se encuentran. Así, desean profundamente derrotar a MaloMyotismon, y consiguen que aparezcan al mismo tiempo todas las evoluciones de sus digimons, que consiguen herir gravemente a su enemigo. Pero al chocar contra una de las paredes, esta se rompe y MaloMyotismon entra en el Digimundo, donde empieza a absorber el poder de la oscuridad, regenerándose y aumentando de tamaño. Cuando parece que todo está perdido, los niños elegidos de todo el mundo viajan junto con sus digimons al mundo digital, y gracias al poder de los digivices, que emiten una luz que MaloMyotismon no puede soportar, consigen por fin derrotarlo. Los niños secuestrados son liberados del poder de la oscuridad. Oikawa, que se encuentra moribundo debido a que MaloMyotismon destrozó su cuerpo al salir al exterior a través de él, puede por fin contemplar el mundo digital, y aparece ante él su compañero digimon. Pero Oikawa se siene triste de ver el digimundo destruido, y sacrifica su vida para regenerarlo. Su cuerpo se transforma en energía, que en forma de mariposas siempre permanecerán en el mundo digimon. Los niños elegidos por fin han conseguido la paz en los dos mundos.

### Epílogo
En el último episodio se muestra a los niños elegidos 25 años después de lo ocurrido, en un futuro narrado por TK el cual a su vez explica que a raíz de lo ocurrido, la existencia del Digimundo es conocida por todo el mundo haciendo que los seres humanos desde ese momento tengan sus propios compañeros Digimon:
Tai: tiene un hijo, se hace diplomático y trabaja como puente entre el mundo real y el Digimundo.
Matt y Sora: Matt se convierte en el primer astronauta con un compañero Digimon y Sora y Piyomon se convierten en diseñadoras de moda reconocidas por su propio toque japonés y tienen dos hijos (niña y niño).
Izzy: trabaja como investigador del Digimundo junto con el hermano de Joe y el padre de Sora; tiene una hija.
Mimi: Se convierte en cocinera y tiene un programa de televisión junto a Palmon; tiene un hijo que se le parece mucho.
Joe: se convierte en el primer doctor del Digimundo y tiene un hijo.
T.K: T.K. se convierte en un famoso escritor que narra las aventuras en el mundo Digimon y tiene un hijo.
Kari  se convierte en profesora de un jardín de infancia; tiene un hijo.
Davis: Tiene una cadena de restaurantes de fama mundial y tiene un hijo.
Cody: se convierte en abogado y tiene una hija.
Yolei y Ken: Ken se hace policía y se casa con Yolei, ama de casa, con la que tiene tres hijos.

## Personajes

### Niños elegidos
|                                                  | |                        |                                                                               |  |  |  |  |  |
| Davis Motomiya Motomiya Daisuke (本宮 大輔)      | Reiko Kiuchi (JP) Marta Sainz (Esp) Luis Daniel Ramírez (Lat) | Veemon V-mon           | Junko Noda (JP) Jorge Teixeira (Esp) Igor Cruz (Lat)                          |  |  |  |  |  |
| Davis Motomiya Motomiya Daisuke (本宮 大輔)      | El nuevo líder de los niños elegidos, posee el Digihuevo del Valor y la Amistad y es capaz de usar el Digihuevo milagroso. Admira mucho a Tai y juega al fútbol al igual que él; es salvajemente impulsivo e irritablemente obstinado y presumido. Pero el, al igual que Tai, es el primero en dar la vida por los demás, tiene un corazón bondadoso y es muy valiente. Está totalmente enamorado de Kari y está celoso de T.K. Sus experiencias en el digimundo le hacen madurar notablemente, él es el que más madura en la serie. |                        |                                                                               |  |  |  |  |  |
|                                                  | |                        |                                                                               |  |  |  |  |  |
| T.K. Takaishi Takaishi Takeru (高石 タケル)      | Taisuke Yamamoto (JP) Diana Torres (Esp) Irwin Daayán (Lat) | Patamon                | Miwa Matsumoto Pepa Agudo (Esp) Isabel Martiñón (Lat)                         |  |  |  |  |  |
| T.K. Takaishi Takaishi Takeru (高石 タケル)      | El hermano menor de Matt, y miembro del antiguo grupo de niños elegidos. Es el más maduro y experimentado de todos los chicos, y Davis lo considera su rival para el amor de Kari. Posee el Emblema y el Digihuevo de la Esperanza." |                        |                                                                               |  |  |  |  |  |
| Hikari "Kari" Kamiya Yagami Hikari (八神 ヒカリ) | Kae Araki (JP) Rocío Azofra (Esp) Martha Ceceña (Lat) | Gatomon Tailmon        | Yuka Tokumitsu (JP) Marta Sainz (Esp) Tamara Guzmán (Lat)                     |  |  |  |  |  |
| Hikari "Kari" Kamiya Yagami Hikari (八神 ヒカリ) | La hermana menor de Tai, y miembro del antiguo grupo de niños elegidos. Debido a que posee el Emblema y el Digihuevo de la Luz, la oscuridad la atormenta. Tiene en común con Ken este miedo a la oscuridad. Es muy sensible, empática, compresiva y no suele mostrar sus sentimientos; se preocupa más por los demás que por ella misma. |                        |                                                                               |  |  |  |  |  |
| Yolei Inoue Inoue Miyako (井ノ上 京)             | Rio Natsuki (JP) Carolina Tak (Esp) Mónica Manjarrez (Lat) | Hawkmon                | Kôichi Tôchika (JP) José Ramón Azpiri (Esp) Marco Guerrero (Lat)              |  |  |  |  |  |
| Yolei Inoue Inoue Miyako (井ノ上 京)             | Ella es una de los nuevos niños elegidos. Posee el Digihuevo del Amor y la Pureza. Es la mayor del grupo, también junto con Davis es la más obstinada. Es capaz de expresar fácilmente sus sentimientos, y gracias a ella, Kari y Ken consiguen ser racionales ante su miedo a la oscuridad. Es buena informática, y se encarga de abrir la puerta digital en la sala de ordenadores del colegio. |                        |                                                                               |  |  |  |  |  |
| Cody Hida Hida Iori (火田 伊織)                  | Megumi Urawa (JP) Belén Rodríguez (Esp) Claudia Motta (Lat) | Armadillomon Armadimon | Megumi Urawa (JP) Blanca Rada (Esp) Héctor Moreno (Lat)                       |  |  |  |  |  |
| Cody Hida Hida Iori (火田 伊織)                  | Es de los nuevos niños elegidos. Posee el Digihuevo del Conocimiento y de la Sinceridad. Aunque es el menor del grupo, es muy maduro y piensa muy bien las cosas. Está muy unido a su abuelo desde la muerte de su padre, y siempre sigue sus consejos. Le cuesta especialmente perdonar a Ken por su pasado, pero finalmente se da cuenta de que el mal que hizo fue por culpa de otros, y es capaz de perdonar. |                        |                                                                               |  |  |  |  |  |
|                                                  | |                        |                                                                               |  |  |  |  |  |
| Ken Ichijouji Ichijōji Ken (一乗寺 賢)           | Romi Paku (JP) Pilar Domínguez (Esp) Benjamín Rivera (Lat) | Wormmon                | Naozumi Takahashi (JP) Francisco Andrés Valdivia (Esp) Gabriela Willert (Lat) |  |  |  |  |  |
| Ken Ichijouji Ichijōji Ken (一乗寺 賢)           | Al principio fue infectado por una semilla de oscuridad, y quiso conquistar el digimundo tomando el nombre de Digimon Emperador. Cuando recuperó su cordura, se descubrió su personalidad amable e introvertida, a la vez que perdió muchos recuerdos. Ken al principio no quiere unirse al grupo, pues siente que él debe reparar el daño solo, pero al final se dará cuenta de que deben ser un equipo así que se une a ellos y poco a poco se vuelven grandes amigos para él. Es el portador del Emblema de la Amabilidad.        |                        |                                                                               |  |  |  |  |  |
|                                                  | |                        |                                                                               |  |  |  |  |  |

### Enemigos
- Digimon Emperador: (Episodios 1-21). Conocido en Japón como Digimon Kaiser o Emperador de los Digimon, es el primer villano de la saga. Era la identidad secreta de Ken, quien estaba corrompido por la semilla oscura o semilla de la oscuridad y fue manipulado por Arukenimon y Oikawa. Tras de su derrota y ser purificado de su corrupción, se une a los niños elegidos.
  - Kimeramon: (Episodios 19-21). El Digimon artificial creado por el Emperador de los Digimon para asolar el Digimundo, pero que pronto se descontrola y se rebela ante su amo, destruyendo su fortaleza. Es destruido por Magnamon.
  - Devimon: (Episodios 19-21). El primer Digimon enemigo de los anteriores niños elegidos, su cuerpo es usado por Digimon Emperador para completar a Kimeramon. Posiblemente, Devimon haya tomado control de este, haciendo que Kimeramon se rebelara ante su amo. Se supone que con la destrucción de Kimeramon, Devimon fue destruido esta vez por completo.
- Yukio Oikawa: (Episodios 38-50). Segundo villano de la saga, era manipulado por el espíritu de Myotismon, por el cual estaba poseído. Al final de la serie, una vez libre de Myotismon, puede morir sin remordimientos y su espíritu restaura el Digimundo.
  - Arukenimon: (Episodios 24-48). Una de las ayudantes de Oikawa, es asesinada por MaloMyotismon.
  - Mummymon: (Episodios 29-48). Uno de los ayudantes de Oikawa, es asesinado por MaloMyotismon.
- MaloMyotismon: (Episodios 48-50). El enemigo final de la saga, y el verdadero autor intelectual detrás de casi todos los sucesos de la serie. Es la máxima Digievolución del espectro de Myotismon, un enemigo de los anteriores niños elegidos. Es destruido por Imperialdramon Modo Guerrero.
- BlackWarGreymon: (Episodios 30-37;46-47): Un Digimon artificial, creado por Arukenimon, nacido de la fusión de 100 Torres Oscuras. En un principio utilizado para que destruyera el equilibrio del Digimundo, Qinglongmon le hace replantearse su vida. Luego de un duelo con WarGreymon e Imperialdramon Modo Guerrero, BlackWarGreymon se une a los elegidos, pero es aniquilado por Oikawa, poseído por MaloMyotismon. Con su último aliento, BlackWarGreymon sella la puerta al Digimundo que había en la Montaña de la Luz usando su propia información como sello.

## Episodios
Posee un total de 50 capítulos.

## Películas

### Digimon Adventure 02: Digimon Hurricane Touchdown!! & Supreme Evolution!! The Golden Digimentals
En un campo de flores, Wallace (un niño elegido de EE. UU.), pasea con sus dos Digimon acompañantes: Gummymon (más conocido como Terriermon) y Chocomon (que lo tradujeron como Cocomon, evitando así el origen del nombre de los dos gemelos: Gummy-Chicle y Choc-Chocolate). Un viento repentino aparece y se lleva a Chocomon, sin saber ellos que fue un virus el causante de todo ello. A partir de entonces, Cocomon se irá transformando y, con una libertad limitada, tratará de encontrar a Wallace. Los niños elegidos ayudan a Wallace a luchar contra el digimon, mientras este secuestra a los niños elegidos iniciales en otra dimensión donde rejuvencen de forma que Chocomon pudiera encontrar a Wallace en el tiempo donde el vírus no lo había corrompido; Chocomon al luchar contra los otros niños elegidos evoluciona constantemente hasta llegar a su forma final (Cherubimon Virus). Mientras todos los compañeros digimon son derrotados, Takeru y Hikari deducen que la única manera de detenerlo es evolucionando a su forma ultimate, los digimon logran alcanzar su forma mega (Seraphimon y Holydramon) pero son casi instantáneamente derrotados por Cherubimon, no sin antes haber creado los digimentals para la evolución de V-mon y Terriermon, Wallace y Daisuke usan el Digimental de los milagros y destino para evolucionar a Magnamon y Rapidmon con la esperanza de derrotar a Cherubimon, sin embargo él se los traga, provocando que Wendimon les pida de manera silenciosa que lo destruyan. Al final Cherubimon pierde el control de su cuerpo y muestra su verdadera forma purificada, sonriéndole a Wallace; Los niños se despiden pero Wallace encuentra en un río el digitama de Chokomon. En el CD drama "Natsu e no Tobira" se revela que el huevo de Chokomon jamás se abrió.

### Digimon Adventure 02: Diablomon Strikes Back
Narra cómo Diaboromon (Diablomon en el original japonés) antagonista de la segunda película de Adventure 01 reaparece para vengarse de los que lo destruyeron en el pasado (al parecer sobrevivió con una de sus copias), multiplicándose para ejecutar su plan secreto. Dado que Omegamon no es contendiente para esta nueva evolución, el poder sagrado de la Omega In-force se traslada a la Omega Sword y reviste a Imperialdramon Fighter Mode, brindándole un nuevo poder, se convierte en Paladin Mode y acaba con Diablomon, dividiéndose en cientos de miles de Kuramon. Para que los Kuramon no vuelvan a evolucionar, todos los niños elegidos y los niños en Japón utilizan sus móviles para eliminar los datos residuales de este enemigo. Siendo así, se ven unas breves escenas de todos los niños elegidos junto al tranvía antiguo que apareció en la serie de Adventure.

### Digimon Adventure tri.
Ésta es una serie de seis películas (estrenadas en Japón y en formato Web Anime a nivel internacional), secuela de la serie Digimon Adventure 02, con Tai de 17 años y se presentan nuevos desafíos, esta vez con los protagonistas originales. Los personajes de 02 no aparecen activamente, pues son prisioneros de los nuevos enemigos del mundo digital.

### Digimon Adventure: La última evolución Kizuna
Es una película que narra la el conflicto que atraviesan los ya adultos protagonistas tratando de insertarse en la vida adulta, con sus angustias y dudas, cuando aparece un nuevo enemigo con la capacidad de robar las consciencias de los niños elegidos del mundo. Un punto de inflexión en la relación entre niños y digimon cambia el curso de la saga para siempre. Daisuke, Miyako y Iori apoyarán a los elegidos originales desde el mundo real contra las copias de Eosmon, un digimon artificial que está dejando en estado de coma a los elegidos de todo el mundo.

### Digimon Adventure 02: The Beginning
La película estrenada en octubre de 2023 sigue después de los eventos de Kizuna, a partir de la aparición de un digitama gigante flotando sobre la Torre de Tokio. Se suma al grupo de Daisuke un joven llamado Louie, quien asegura ser el niño elegido original, y que el digihuevo corresponde a Ukkomon, su compañero a quien él debió destruir con sus propias manos años atrás.

## Música
- Opening: "Target ~Akai Shōgeki~" (ターゲット～赤い衝撃～) (Target (Red Crash)) interpretado por Kōji Wada (episodio 1 - 50)

- Ending 1: "Ashita wa Atashi no Kaze ga Fuku" (アシタハアタシノカゼガフク) (Tomorrow My Wind Will Blow) (episodio 1 - 25) interpretado por Ai Maeda

- Ending 2: "Itsumo Itsu Demo" (いつも　いつでも) (Always Whenever) (episodio 26 - 50) interpretado por Ai Maeda

- Insert 1: "Break Up!" interpretado por Ayumi Miyazaki (armodigievolución)

- Insert 2: "Brave Heart" (Digimon Adventure) interpretado por Ayumi Miyazaki (normal digievolución)

- Insert 3: "Beat Hit!" interpretado por Ayumi Miyazaki (DNA digievolución)

- Insert 4: "Butter~Fly" (Digimon Adventure) interpretado por Kōji Wada (episodio 50)
- Insert 5: "Minna no Christmas" (みんなのクリスマス) (Everyone's Christmas) interpretado por Kōji Wada (canción de Navidad)

- Insert 6: "Tenshi no Inori" (天使の祈り) (The Angel's Prayers) interpretado por Ai Maeda

- Insert 7: "Bokura no Digital World" (僕らのデジタルワールド) (Our Digital World) interpretado por Kōji Wada y Ai Maeda

### Álbumes de Banda sonora
- Single Hit Parade (2000)

1. Target ~Akai Shōgeki~ (ターゲット～赤い衝撃～) (Target (Red Crash)) - Kōji Wada
2. Zettai All Right ~Digimental Up! (絶対オーライ ~デジメンタルアップ!~) (Absolutely All Right (Digimental Up!)) - Armor Shinkers
3. Now is the time!! - Ai Maeda
4. Boku wa Boku Datte (僕は僕だって) (Because I'm Me) - Kōji Wada
5. Break Up! - Ayumi Miyazaki
6. Ashita wa Atashi no Kaze ga Fuku (アシタハアタシノカゼガフク) (Tomorrow My Wind Will Blow) - Ai Maeda
7. Break Up! - Ayumi Miyazaki
8. Stand By Me ～Hito Natsu no Bouken～ A DAY IN THE BOY'S LIFE VERSION ～PROMISED LAND (スタンド・バイ・ミー~ひと夏の冒険~A DAY IN THE BOY’S LIFE VERSION~PROMISED LAND) (Stand By Me (One Summer's Adventure) A DAY IN THE BOY’S LIFE VERSION~PROMISED LAND - Ai Maeda

Disquera :BGM
- Christmas Fantasy

1. Minna no Christmas (みんなのクリスマス) (Everyone's Christmas) - Kōji Wada
2. Jingle Bells - Taisuke Yamamoto & Megumi Urawa
3. Mama ga Santa ni Kiss wo Shita (ママがサンタにキッスした) (I Saw Mommy Kissing Santa Claus) - Jogress Shinkers
4. Daisuke to Ken no Kaimono Carol (大輔と賢の買い物キャロル) (Daisuke and Ken's Shopping Carol) - Reiko Kiuchi & Romi Paku
5. Tenshi no Inori (天使の祈り) (The Angel's Prayers) - Ai Maeda

Disquera :BGM
- Best Hit Parade (2001)

1. Target ~Akai Shōgeki~ (ターゲット～赤い衝撃～) (Target (Red Crash)) - Kōji Wada
2. Break Up! - Ayumi Miyazaki
3. Ashita wa Atashi no Kaze ga Fuku (アシタハアタシノカゼガフク) (Tomorrow My Wind Will Blow) - Ai Maeda
4. Zettai All Right ~Digimental Up! (絶対オーライ ~デジメンタルアップ!~) (Absolutely All Right (Digimental Up!)) - Armor Shinkers
5. Brave Heart (Arranger's Remix Version) - Ayumi Miyazaki
6. Boku wa Boku Datte (僕は僕だって) (Because I'm Me) - Kōji Wada
7. Itsumo Itsu Demo (いつも　いつでも) (Always Whenever) - Ai Maeda
8. Brave Heart - Ayumi Miyazaki
9. Now is the time!! - Ai Maeda
10. Tobira ~Door~ (Acoustic Version) ( 扉 DOOR(アコースティックヴァージョン)) (Gate (Door) (Acoustic Version)) Teen-Age Wolves
11. Target ~Akai Shōgeki~ (Director's Version) (ターゲット~赤い衝撃~(ディレクターズヴァージョン)) (Target (Red Crash) (Director's Version)) - Kōji Wada
12. Itsumo Itsu Demo (Producer's Version) (いつもいつでも(プロデューサーズヴァージョン) (Always Whenever (Producer's Version)) - Ai Maeda
13. Butter-Fly (Theatre Size No. 3) - Kōji Wada

Disquera :BGM